# Capo Coda Cavallo

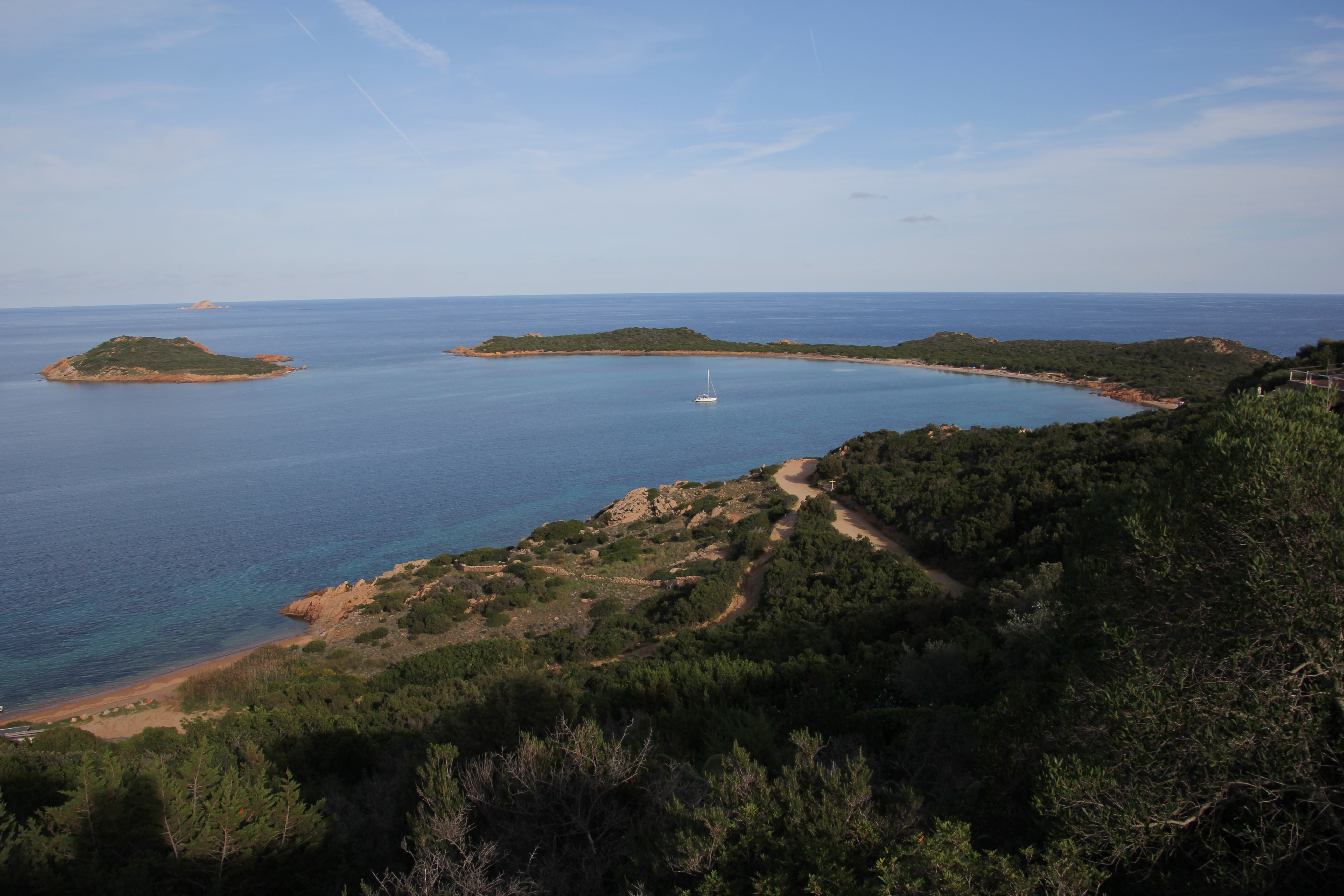

Capo Coda Cavallo è un promontorio granitico situato nella Sardegna settentrionale, nella regione storica della Gallura. Si estende sul mar Tirreno a sud del golfo di Olbia, nel comune di San Teodoro, in provincia della Gallura Nord-Est Sardegna.

## Descrizione
Il rilievo più alto del promontorio è costituito dal monte Coda Cavallo (102 m s.l.m) che si trova nella sua parte finale. Altri punti estremi, partendo da sud sono: punta di Tamarigio, capo Coda Cavallo, punta Lu Furru, punta Lastra Ruja.
L'intera penisola è racchiusa nell'area naturale marina protetta Tavolara - Punta Coda Cavallo ed è caratterizzata da un susseguirsi di insenature con spiagge sabbiose e scogliere coperte da una rigogliosa macchia mediterranea con specie arboree come il corbezzolo, il ginepro, il lentischio. Le pareti calcaree dell'isola di Tavolara, insieme all'isola di Molara e l'isolotto di Proratora, chiudono a nord la baia di Coda Cavallo.
L'intera zona è molto sviluppata turisticamente con spiagge come Brandinchi, Salina Bamba, Baia Salinedda, cala Coda Cavallo, cala Suaraccia.
Si raggiunge tramite la strada statale 125 Orientale Sarda.